# Stuff Pack per The Sims 2
Gli Stuff Packs o "Bonus Packs" sono delle mini-espansioni che aggiungono solo dei nuovi oggetti e nuovi abiti al gioco base di The Sims 2 a partire dal 2005. Il primo ad essere stato pubblicato è The Sims 2 Christmas Party Pack. Successivamente ne sono stati distribuiti altri nove: Family Fun, Glamour Life, 2006 Christmas, Celebration!, H&M Fashion, Teen Style, Kitchen & Bath Interior Design, IKEA Home e Mansion & Garden.

## Stuff Packs

### Christmas Party Pack
The Sims 2: Christmas Party Pack (In America noto come The Sims 2: Holiday Party Pack) è una nuova collezione di oggetti uscito in Europa nel 2005.
Comprende addobbi di Natale per porte e infissi, oggetti come l'albero di Natale, nuovi cibi come i biscotti di Babbo Natale e la possibilità di vedere Babbo natale grazie a questi. È prevista anche la possibilità di festeggiare il Capodanno. In totale sono presenti 40 nuovi oggetti. In seguito, nel novembre del 2006, è stato replicato con l'aggiunta di 20 nuovi oggetti e la nuova denominazione di "2006 Christmas Stuff".

### Family Fun Stuff
The Sims 2: Family Fun Stuff è il primo stuff pack uscito in Europa il 13 aprile 2006.
Esso contiene oggetti riguardanti la famiglia inerenti al tema Fantasia, Nautico e il tema Hawaii. Include anche alcune case pre-costruite e molte canzoni nuove sotto la categoria "Pop". Nuovi oggetti a tema nautico approdano nella casa dei Sims: il timone e i remi da appendere al muro, abiti, quadri, mobili e altro ancora. Si possono trovare inoltre vari oggetti a tema sottomarino e cortese.

### Glamour Life Stuff
The Sims 2: Glamour Life Stuff è il secondo stuff pack uscito in Europa il 31 agosto 2006.
Esso contiene nuovi arredi lussuosi, in totale circa 60 nuovi oggetti e nuovi vestiti. Questo pack aggiuntivo comprende nuove componenti d'arredamento lussuose e oggetti stravaganti: dipinti pop-art, sofà comodissimi, uno stereo super-tecnologico e altro ancora. Inoltre i tuoi Sims potrano trovare nuovi tipi di vestiti tutti rigorosamente alla moda e saranno i più in del quartiere.

### 2006 Christmas Stuff
The Sims 2: 2006 Christmas Stuff (In America noto come The Sims 2: Happy Holiday Stuff) è il terzo stuff pack uscito in Europa l'8 novembre 2006.
Esso contiene una nuova collezione di oggetti. Include tutti gli oggetti già presenti in The Sims 2 Christmas Party Pack più altri 20 nuovi oggetti a tema natalizio.

### Celebration! Stuff
The Sims 2: Celebration! Stuff è il quarto stuff pack uscito in Europa il 5 aprile 2007.
Esso contiene una nuova collezione di 60 oggetti relativi alle feste, come vestiti adatti per ogni occasione. Questo stuff pack rappresenta una nuova raccolta di mobilia e corredi per matrimoni e altre aggiunte sociali.

### H&M Fashion Stuff
The Sims 2: H&M Fashion Stuff è il quinto stuff pack uscito in Europa il 7 giugno 2007.
Esso contiene l'ultima linea di abbigliamento per uomo e donna, firmata H&M, marca di abiti reale; vengono aggiunti molti vestiti alla moda, c'è la possibilità di creare un look estivo per i tuoi Sims e anche oggetti per migliorare i negozi.

### Teenagers (Teen) Style Stuff
The Sims 2: Teenagers (Teen) Style Stuff è il sesto stuff pack uscito in Europa il 7 novembre 2007.
Esso contiene una nuova collezione di oggetti e vestiti in tre stili diversi: gotico, sportivo e chic, dedicati agli adolescenti. Fra gli oggetti ci sono un nuovo stereo, una nuova TV, letti, ornamenti, mobili e nuovi abiti nei tre stili.

### Kitchen & Bath Interior Design Stuff
The Sims 2: Kitchen & Bath Interior Design Stuff è il settimo stuff pack uscito in Europa il 18 aprile 2008.
Esso è uscito il 16 aprile 2008 e riguarda un'aggiunta di nuovi arredi per i bagni e per le cucine con maggiori accessori e kit attinenti come elettrodomestici moderni, nuovi abiti, accappatoi, e molto altro.

### IKEA Home Stuff
The Sims 2: IKEA Home Stuff è l'ottavo stuff pack uscito in Europa il 26 giugno 2008.
Comprende 60 nuovi oggetti per le case dei nostri Sims, e tutti firmati IKEA.

### Mansion & Garden Stuff
The Sims 2: Mansion & Garden Stuff è il nono e ultimo stuff pack, è uscito in America il 17 novembre e in Europa il 21 novembre 2008.
Il Pack include nuovi 60 oggetti decorativi per il giardino, come fiori, cespugli, statue, e funghi giganti. Ci saranno nuove tegole per i tetti e comprenderà tre stili di decorazione; arabo, secondo impero e coloniale. Inoltre sarà possibile aggiungere delle serre nel giardino.